# Backvialspetsvivel
Backvialspetsvivel (Apion columbinum) är en skalbaggsart som beskrevs av Ernst Friedrich Germar 1817. Backvialspetsvivel ingår i släktet Apion, och familjen spetsvivlar. Arten är reproducerande i Sverige.